# GAZ-67

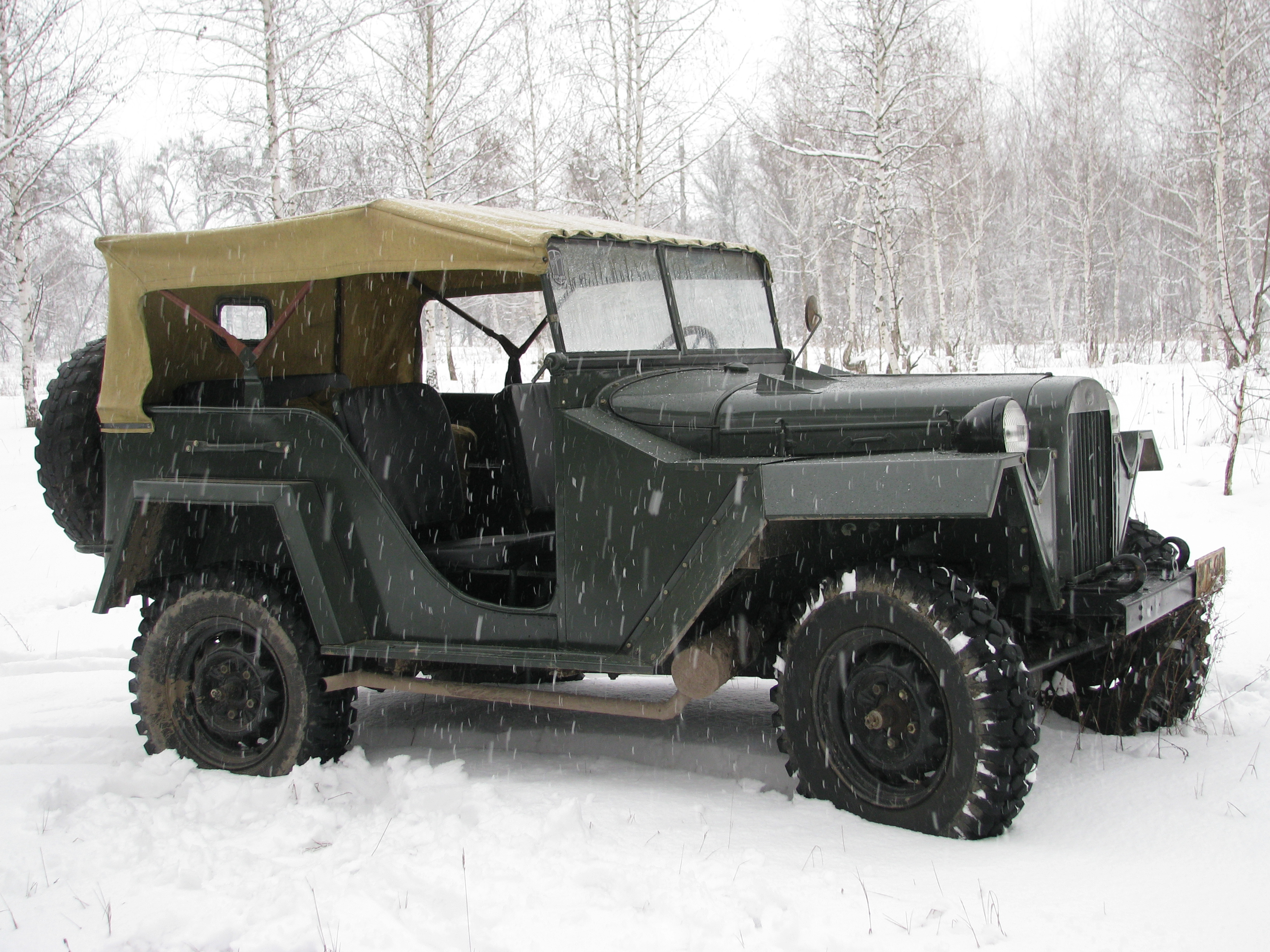
GAZ-67 z rozłożonym dachem

GAZ-67 (potocznie nazywany gazik, w Polsce także Czapajew) – radziecki samochód terenowy z okresu II wojny światowej i lat powojennych produkowany w Fabryce Samochodów im. W. Mołotowa w Gorkim (GAZ).

## Historia
Pierwowzorem samochodu GAZ-67 był samochód GAZ-64. Przed wybuchem II wojny światowej Armia Czerwona nie posiadała lekkich samochodów terenowych z prawdziwego zdarzenia, aczkolwiek standardowe samochody osobowe z napędem na tylną oś GAZ-A i GAZ-M1 spisywały się dość dobrze w terenie. Pierwszym radzieckim samochodem terenowym był GAZ-61 z 1939 roku, lecz był on skomplikowany i drogi w produkcji oraz miał mało praktyczne dla celów wojskowych nadwozie z typowego samochodu osobowego GAZ-11. Z tego powodu wyprodukowano niewielką ich liczbę. Zostały one przeznaczone głównie dla wyższych dowódców. Impulsem do skonstruowania własnego lekkiego uniwersalnego samochodu terenowego, stało się opracowanie amerykańskiego samochodu terenowego Bantam BRC (od którego wywodził się późniejszy Willys MB). Komisarz ludowy średniego przemysłu maszynowego W. Małyszew zlecił w styczniu 1941 głównemu konstruktorowi GAZ-61 inż. Witalijowi Graczowowi skonstruowanie własnego samochodu na wzór Bantama. Wbrew potocznym opiniom, radziecka konstrukcja nie była w żaden sposób oparta na amerykańskiej (do której wówczas Rosjanie nie mieli dostępu). Zapożyczono jedynie ogólny układ konstrukcyjny, wygląd oraz zbliżone wymiary (w tym narzucony przez Małyszewa stosunkowo wąski rozstaw kół 1250 mm). Inny był w szczególności kształt ramy nośnej i budowa resorów. 
Konstrukcję samochodu opracowano i zbudowano prototyp w ciągu 51 dni - od 3 lutego do 25 marca 1941 roku. Układ napędowy i zawieszenie wywodziły się z samochodu terenowego GAZ-61, lecz podwozie było znacznie krótsze. Silnik wywodził się z lekkiej ciężarówki Ford-AA (GAZ-MM), a część podzespołów z samochodu osobowego GAZ-M1 (tzw. emki) i jej wersji GAZ-11. Zastosowano odkryte nadwozie, podobne do konstrukcji amerykańskiej. 
Do produkcji seryjnej samochód wszedł w sierpniu 1941 pod oznaczeniem GAZ-64. Wyprodukowano jednak niewiele maszyn, gdyż od 1942 roku podwozia GAZ-64 zostały użyte do produkcji samochodów pancernych BA-64. Do produkcji samochodów terenowych powrócono w 1943 roku. Opracowano wówczas zmodernizowany wariant GAZ-64, oznaczony jako GAZ-67. Główna zmianą było poszerzenie rozstawu kół do 1446 mm, polepszające stabilność. Ponadto, wzmocniono podwozie, nieco zwiększono moc silnika do 54 KM (40 kW), dodano (na wzór samochodów amerykańskich) dodatkowy zbiornik paliwa (33 l) pod siedzeniem kierowcy i zastosowano inne ulepszenia. Widoczną zmianą stały się poszerzone błotniki, ze skośnymi płaszczyznami bocznymi. Prace nad modernizacją rozpoczęto w lutym 1943, a prototypy ukończono w kwietniu. Pierwszy seryjny GAZ-67 wyprodukowano 23 września 1943. Od stycznia 1944 roku produkowano ulepszoną wersję GAZ-67B (głównie ulepszenia mechaniczne). Produkcję tej wersji zakończono w sierpniu 1953 roku. 
Wyprodukowano ogółem 92 843 egzemplarzy modeli GAZ-67 i GAZ-67B, z tego tylko 4851 sztuk przed zakończeniem wojny. W 1943 zbudowano 718, w 1944 - 2419. Największy poziom produkcji osiągnięto w ostatnim 1953 roku - 14 502 egzemplarzy. Ponadto, wyprodukowano 672 egzemplarze modelu GAZ-64.
Następcą GAZa-67 był GAZ-69 produkowany początkowo w tej samej fabryce.

## Przeznaczenie
W założeniu samochód GAZ-67 był produkowany dla potrzeb wojska i był samochodem uniwersalnym. 
Samochód GAZ-67 służył do przewozu 4-6 osób lub ładunku o masie do 400 kg, a także do holowania moździerzy i dział małego, a w przeciążeniu nawet średniego kalibru (76 mm). Mógł normalnie ciągnąć przyczepę o masie do 800 kg. Dla celów łączności montowano na nim radiostację lub urządzenia do budowy linii telefonicznych. Niektóre egzemplarze były uzbrojone w ciężki karabin maszynowy Maxim 7,62 mm lub wielkokalibrowy karabin maszynowy DSzK kal. 12,7 mm.
Samochody GAZ-67 i GAZ-67B były powszechnie używane w Armii Czerwonej, zwłaszcza po II wojnie światowej, jak również w jednostkach Ludowego Wojska Polskiego. Podczas wojny, podstawowymi samochodami terenowymi Armii Czerwonej były jednak dostarczane w znacznie większej liczbie amerykańskie jeepy. Wóz ten używany był także w rolnictwie, jako pojazd dla brygadzistów sowchozów.